# Zyklonsaison im Nordindik 2020
Die Zyklonsaison im Nordindik 2020 ist ein Ereignis im jährlichen Zyklus der Bildung tropischer Wirbelstürme. Die Zyklonsaison im Nordindik hat keine offiziellen Grenzen, doch bilden sich die meisten Stürme üblicherweise zwischen März und Dezember, mit Spitzen zwischen April und Mai sowie im November.
Das offizielle Regional Specialized Meteorological Centre in diesem Becken ist das India Meteorological Department (IMD), während das Joint Typhoon Warning Center Warnungen veröffentlicht, die sich an US-amerikanische Einrichtungen in der Region richten. Zu diesem Becken gehört das Seegebiet des Indischen Ozeans (auch Indik genannt) nördlich des Äquators zwischen dem Horn von Afrika im Westen und der Malaiischen Halbinsel im Osten. Dieses Gebiet besteht aus zwei Meeren, dem Arabischen Meer westlich des Indischen Subkontinents und dem Golf von Bengalen östlich davon, die vom IMD mit ARB bzw. BOB abgekürzt wurden. Die gelegentlich, nicht in jedem Jahr über Land entstehenden tropischen Depressionen erhalten eine Nummer mit Präfix LAND.
Durchschnittlich bilden sich im Nordindik jährlich drei bis vier Stürme. Die Saison endete mit der Herabstufung des zyklonischen Sturms Burevi am 5. Dezember 2020.

## Systeme

### Superzyklonischer Sturm Amphan
Am 15. Mai um 00:00 Uhr UTC bildete sich im südöstlichen Golf von Bengalen eine tropische Depression. BOB 01 entwickelte sich sechs Stunden später zu einer Deep Depression, und im Tagesverlauf erklärte das IMD das System zu einem zyklonischen Sturm und gab ihm den Namen Amphan. Sri Lanka hatte am Morgen des 16. Mai für mehrere Bereiche des Landes vor Erdrutschen und Überschwemmungen gewarnt, und das IMD warnte die Andamanen und Nikobaren, Odisha und Westbengalen vor Starkregen. In Sri Lanka ist mindestens eine Person ertrunken. Am 17. Mai um 09:00 Uhr UTC hatte sich Amphan in einen sehr schweren zyklonischen Sturm verstärkt. Innerhalb von 12 Stunden bildete der Sturm ein Auge und unterlief einer rapiden Intensivierung zu einem extrem schweren zyklonischen Sturm. (Nach den Angaben des JTWC war die Zyklogenese explosiv, da sich Amphan innerhalb von sechs Stunden von einem Wirbelsturm äquivalent zur Kategorie 1 in einen Wirbelsturm äquivalent zur Kategorie 4 der Saffir-Simpson-Hurrikan-Windskala intensiviert hatte.) Am 18. Mai um 10:30 Uhr UTC stufte das IMD Amphan zu einem superzyklonischen Sturm hoch, der dreiminütige andauernde Windgeschwindigkeiten von 240 km/h erreicht und in dessen Zentrum der Luftdruck auf 925 hPa fiel.

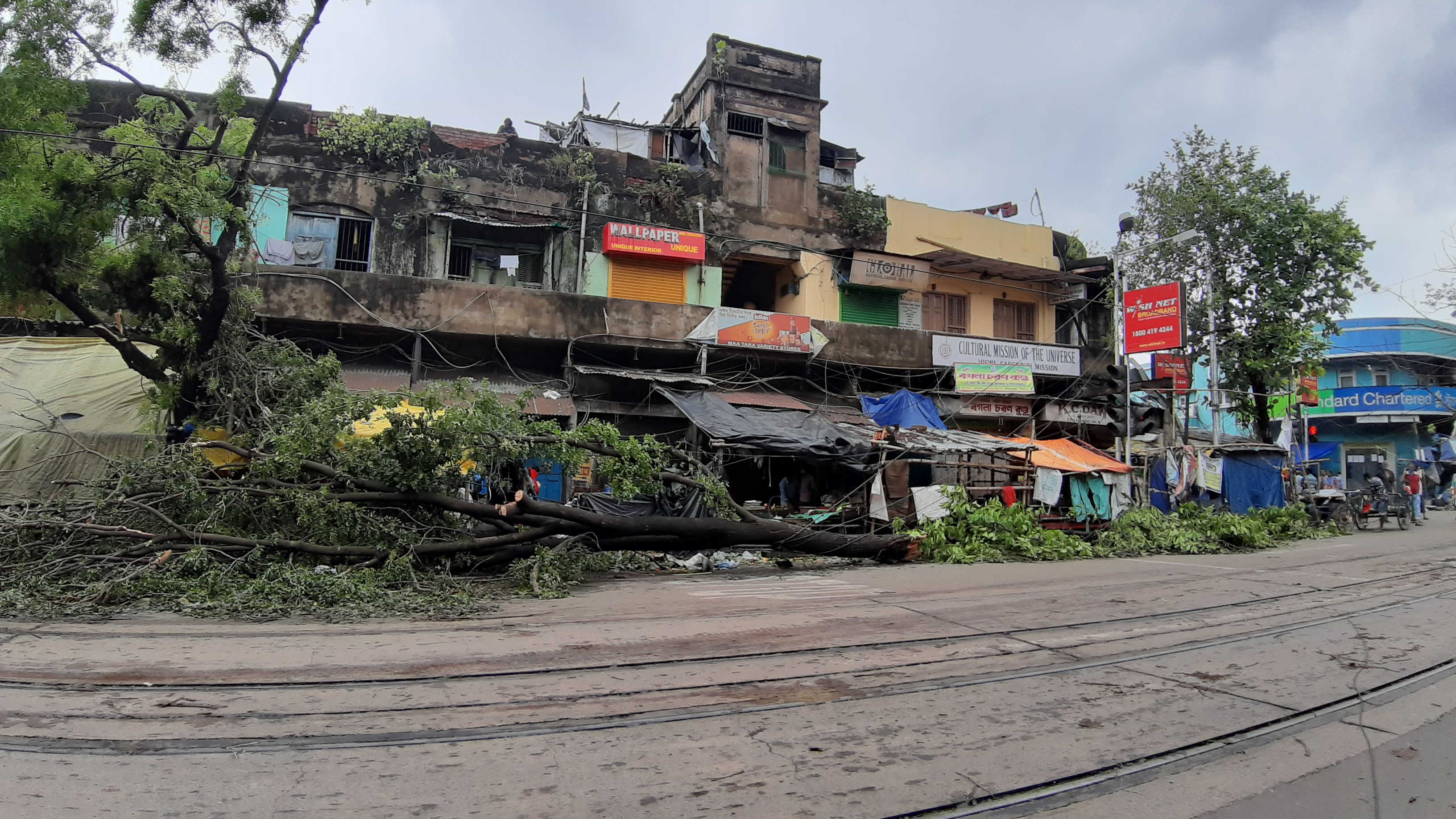
Sturmschaden in Kolkata

Die Wetterstation Dum Dum in Kolkata meldete am 20. Mai eine Böe von 130 km/h und 200 mm Niederschlag, 240 mm Niederschlag fielen in Alipore. Bangladesch meldete 160 mm Niederschlag in Ishwardi und 94 mm Niederschlag in Netrokona. Die stärkste Böe in Bangladesch erreichte 122 km/h und wurde in Patuakhali gemessen.

### Depression ARB 01
In der Nähe von Salalah, Oman bildete sich am 29. Mai eine Depression.
Die Public Authority for Civil Aviation (PACA) wies die Bewohner in Oman hin, Vorsicht walten zu lassen und sich von niedrig gelegenen Gebieten und dem Meer fernzuhalten. Die Bevölkerung wurde aufgefordert, außer in Notfällen zu Hause zu bleiben. Das Krankenhaus in Sadah wurde vor dem Herannahen des Unwetters evakuiert. Am 29. Mai fielen im Gouvernement Dhofar über 200 mm Regen; was in den betroffenen Gebieten teilweise die zweifache Jahresniederschlagsmenge übersteigt. Die höchste Niederschlagsmenge wurde in Mirbat mit 1055 mm gemessen. In Salalah verursachten 260 mm Niederschlag über zwei Tage verteilt Überschwemmungen. Der Betrieb im Hafen von Salalah wurde wegen des tropischen Tiefdruckgebiets unterbrochen. Es kam zu Unterbrechungen bei der Versorgung mit Strom und fließendem Wasser. Militärpolizei wurde eingesetzt, um die Straßen zu räumen und gestrandete Personen mit Hubschraubern in Sicherheit zu bringen. Zwei Personen ertranken durch Sturzfluten in einem Wadi, eine Person und drei weitere wurden verletzt, weil ein Haus einstürzte.

### Schwerer Zyklonischer Sturm Nisarga
Am 31. Mai entwickelte sich über dem südöstlichen Arabischen Meer ein Tiefdruckgebiet. Es verstärkte sich den Tag über und entwickelte sich früh am 1. Juni etwa 340 km südwestlich von Goa und 630 km südwestlich von Mumbai zu einer tropischen Depression. Am 2. Juni gegen Mittag intensivierte sich das System zu einem zyklonischen Sturm und erhielt den Namen Nisarga. Nisarga verstärkte sich vor dem Landfall in der Nähe der Küstenstadt Alibag in Maharashtra am 3. Juni gegen 12:30 (IST) noch zu einem schweren zyklonischen Sturm, bevor das System sich am 4. Juni in eine Deep Depression abschwächte.

## Sturmnamen
Innerhalb des Beckens wird einem zyklonischen Sturm vom IMD ein Name zugewiesen, sobald die andauernde dreiminütige Windgeschwindigkeit 65 km/h überschreitet. Diese Namen wurden erstmals zwischen 2000 und 2004 vom ESCAP/WMO Panel on Tropical Cyclones zusammengestellt, bevor das Regional Specialized Meteorological Center in Neu-Delhi im September 2004 mit der Namensvergabe begonnen hat. Von dieser Liste gibt es im Gegensatz zu den Namenslisten in anderen Wirbelsturmentstehungsgebieten der Welt keine Streichung von Namen besonders schwerwiegender Sturmereignisse, da die Namen grundsätzlich nur einmal verwendet werden und beim Aufbrauchen der Liste eine neue erstellt wird. Dies ist inzwischen der Fall. Bei den nachfolgend gelisteten nächsten acht Namen der Liste ist Amphan der letzte Name der 2004 aufgestellten Liste, während Nisarga der erste Name der 2020 veröffentlichten neuen Namensliste ist. Sollte ein benannter tropischer Wirbelsturm aus dem pazifischen Becken in den nördlichen Indischen Ozean herüberwandern, dann behält er seinen ursprünglichen Namen.

## Belege
1. ↑  Annual Frequency of Cyclonic Disturbances (Maximum Wind Speed of 17 Knots or More), Cyclones (34 Knots or More) and Severe Cyclones (48 Knots or More) Over the Bay of Bengal (BOB), Arabian Sea (AS) and Land Surface of India. (PDF) India Meteorological Department, abgerufen am 14. Mai 2020 (englisch).
2. ↑  Relief as Cyclone Burevi gives Kerala a miss. The New Indian Express, 5. Dezember 2020, abgerufen am 2. August 2024 (englisch).
3. ↑  RSMC TROPICAL CYCLONE ADVISORY BULLETIN. Regional Specialised Metrological Center, 17. Mai 2020, abgerufen am 17. Mai 2020 (englisch).
4. ↑  Cyclone Amphan warning issued in India and Sri Lanka. 17. Mai 2020, abgerufen am 17. Mai 2020 (englisch): „One person has died and a woman has gone missing as rains lash Sri Lanka“
5. ↑  Nachlese AMPHAN. In: Thema des Tages. 22. Mai 2020, abgerufen am 22. Mai 2020.
6. ↑  https://www.tagesschau.de/ausland/zyklon-indien-bangladesch-103.html Beleg für Kolkata, 20. Mai 2020.
7. ↑   Low pressure system 200km away from Oman coast In: Times of Oman, Muscat Media Group, 28. Mai 2020. Abgerufen am 11. Juli 2020 (englisch).
8. ↑   Sadah Hospital evacuated as centre of tropical depression moves towards Dhofar In: Times of Oman, Muscat Media Group, 29. Mai 2020. Abgerufen am 11. Juli 2020 (englisch).
9. ↑   Heavy rains, strong winds may continue in Dhofar until tomorrow: PACA official In: Times of Oman, Muscat Media Group, 29. Mai 2020. Abgerufen am 11. Juli 2020
10. 1 2  Tawfiq Nasrallah:  Three people die due to heavy rains in Oman In: Gulf News, Gulfnews.com, 30. Mai 2020. Abgerufen am 31. Mai 2020 (englisch).
11. ↑   Rainfall amounts in Oman exceed 2018 cyclone Mekunu In: Times of Oman, Muscat Media Group, 2. Juni 2020. Abgerufen am 11. Juli 2020 (englisch).
12. ↑  Ro McElwee:  Two days of rain have revived the roar of waterfalls in Salalah In: Al Jazeera, Al Jazeera Media Network, 30. Mai 2020. Abgerufen am 11. Juli 2020 (englisch).
13. ↑   Operations at Salalah port suspended In: Times of Oman, Muscat Media Group, 30. Mai 2020. Abgerufen am 11. Juli 2020 (englisch).
14. ↑   Oman floods leave one dead in southern city of Salalah In: The National, The National, 30. Mai 2020. Abgerufen am 11. Juli 2020 (englisch).
15. ↑   Two dead as Dhofar witnesses heavy rain and flooding In: Times of Oman, Muscat Media Group, 30. Mai 2020. Abgerufen am 11. Juli 2020 (englisch).
16. ↑  Highlights: Cyclone Weakened, May Enter Madhya Pradesh From Its Southern Parts, Says Weather Department. 4. Juni 2020, abgerufen am 15. Juli 2020 (englisch).